# Wiktor Krasin
Wiktor Aleksandrowicz Krasin (ros. Виктор Александрович Красин; ur. 4 sierpnia 1929 w Kijowie, zm. 3 września 2017 w Naharijji) – rosyjski ekonomista, dysydent w ZSRR, obrońca praw człowieka, wielokrotnie więziony w Związku Radzieckim, dziennikarz Radia Swoboda.

## Życiorys
Jego ojciec został aresztowany w 1937 i zmarł później w łagrze na Kołymie. W latach 1937–1941 mieszkał u rodziny ojca w Kijowie. W 1941 został ewakuowany z matką i młodszym bratem do Taszkentu. W 1944 znalazł się w Moskwie. W 1947 ukończył naukę w szkole średniej i rozpoczął studia psychologiczne na Wydziale Filozofii Uniwersytetu Moskiewskiego.
Po raz pierwszy został uwięziony przez władze ZSRR w 1949, gdy miał 19 lat z powodu głoszenia krytyki wobec marksizmu-leninizmu. Został skazany na 8 lat łagrów, faktycznie spędził pięć lat w kolonii karnej. W 1954 został zwolniony i zrehabilitowany. Ukończył studia ekonomiczne na Uniwersytecie Moskiewskim. W 1969 był współzałożycielem tzw. Grupy Inicjatywnej, jednej z najważniejszych nielegalnych grup obrony praw człowieka w ZSRR. W tym samym roku został skazany za pasożytnictwo na 5 lat zsyłki do Kraju Krasnojarskiego. W 1971 powrócił do Moskwy. W 1972 został ponownie aresztowany. Głośny proces rozpoczął się w Moskwie 27 sierpnia 1973 roku. Złożył wówczas zeznania obciążające innych uczestników ruchu wolnościowego, do czego się później przyznał. W 1975 uzyskał wspólnie z żoną zgodę na emigrację do USA, których obywatelstwo otrzymał w 1981. W latach 1983–1991 był korespondentem Radia Swoboda. W latach 90. wrócił do Rosji, którą następnie na kilka lat opuścił.
Doświadczenia z zakresu działalności opozycyjnej opisał w 1983 podczas pobytu w USA w autobiograficznej książce pt. „Суд" (Красин В.A., Суд, New York: Chalidze Publications, 1983, 120 stron). Jej polskie tłumaczenie ukazało się w Polsce pt. „Sąd" w 1984 jako druk bezdebitowy w Wydawnictwie Krąg. W 2012 opublikował drugą książkę autobiograficzną pt. Pojedynek. Zapiski antykomunisty (wydanie oryginalne: Красин В. Поединок. Записки антикоммуниста, предисл. и коммент. Роберта ван Ворена. [Surbiton]: Hodgson Press, 2012, 370 ss.).
Zmarł w wieku 88 lat w klinice w izraelskim mieście Naharijja.